# Janusz Baranowski
Janusz Bolesław Baranowski (ur. 1943 w Piotrkowie Trybunalskim) – polski nauczyciel, przedsiębiorca i polityk, senator II kadencji (1991–1993).

## Życiorys
W 1971 ukończył studia na Wydziale Chemicznym Politechniki Łódzkiej, doktoryzował się na tej samej uczelni (1980). Jest autorem patentów i publikacji naukowych.
Od 1962 pracował jako nauczyciel, następnie otworzył również własny zakład rzemieślniczy. W 1988 założył Spółdzielczy Zakład Ubezpieczeń „Westa”, którego został prezesem. W wyborach parlamentarnych w 1989 startował bezskutecznie do sejmu, otrzymując 9367 głosów. W wyborach w 1991 został wybrany na senatora w województwie łódzkim jako kandydat niezależny, otrzymując 113 568 głosów. Zasiadał w Komisji Gospodarki Narodowej (jako jej przewodniczący), a także w Komisji Inicjatyw i Prac Ustawodawczych oraz Komisji Konstytucyjnej.
Po upadku „Westy” w marcu 1993 został oskarżony o działalność na szkodę firmy i tymczasowo aresztowany po rozwiązaniu parlamentu w czerwcu 1993, środek ten uchylono po okresie 3,5 roku. Jego proces karny nie zakończył się (m.in. z powodu stanu zdrowia oskarżonego). W 1995 złożył skargę na Polskę przed Europejskim Trybunałem Praw Człowieka za łamanie procedur podczas aresztowania oraz przewlekłość sądu przy rozpatrywaniu zażalenia na decyzję o aresztowaniu. Po pięciu latach trybunał zasądził na jego rzecz 30 tys. zł tytułem zadośćuczynienia oraz 10 tys. zł jako zwrot kosztów postępowania.
W 2001 powrócił do biznesu, był m.in. przewodniczącym rady nadzorczej „Giełdy Łódzkiej”. Stanął też na czele zarządu spółki przemysłowo-handlowej „Domaniewice”. W 2004 został adiunktem w Wyższej Szkole Zawodowej Łódzkiej Korporacji Oświatowej w Łodzi, w 2005 prorektorem ds. studiów podyplomowych, a w 2007 rektorem tej uczelni.